# Берёзово-Воротынский
Берёзово-Воротынский — посёлок в Ливенском районе Орловской области России.
Входит в состав Козьминского сельского поселения.

## География
Расположен юго-восточнее деревни Каменево, с которой связан просёлочной дорогой. Южнее находится лесной массив.

## Население
| 2010 |
| ---- |
| 1    |